# HELLO HELLO
『HELLO HELLO』（ハロー ハロー）は、Snow Manの4枚目のシングル。2021年7月14日にavex traxからリリースされた。

## リリース
2021年5月17日に本作のリリースが発表された。初回盤A、初回盤B、通常盤の3形態で発売。
「HELLO HELLO」はメンバーのラウールが映画初主演を務める『ハニーレモンソーダ』の主題歌。運命的に“愛”に出会えた喜びを表現した初の恋愛ポップソングというイメージに合わせ、ジャケット写真は黄色やオレンジといったビタミンカラーの衣装をまとう9人の姿が採用されている。2021年6月9日にはミュージックビデオが公開され、今作のキャッチコピーでもあるハッシュタグ「＃SnowManの初恋だよ」がTwitterの世界トレンド1位を記録した。コンセプトは「絵の中にいる男の子たちが、絵の外にいる“君”に恋をして絵の世界から抜け出す」というもので、“君”に恋をするメンバー9名がそれぞれのシチュエーションで異なる表情を見せるものとなっている。6月16日にはダンスプラクティス動画が、6月28日には映画の本編映像とSnow ManのMVの映像を組み合わせたスペシャルミュージックトレーラーが公開された。
初回限定盤A・通常盤収録の「縁 -YUÁN-」はメンバーの佐久間大介と三森すずこがW主演を務めるアニメーション映画『白蛇：縁起』の主題歌であり、映画のために書き下ろされた古代中国の世界観をもつバラード。辻本祐希が監督を務めるMVが6月23日に公開された。
本作のオフィシャルTwitterでは、リリースまでの期間もファンに楽しんでもらいたいというメンバーの意向で「＃スノハロカウントダウン」という共通のハッシュタグでメンバー自らが撮影や編集を行ったTwitter限定動画も掲載されている。また、リリース翌日の7月15日にはYouTubeで生配信が行われた。

## 特典
- 初回盤A、初回盤B、通常盤初回仕様には、スリーブ仕様に加え、形態別全3種類の限定動画の視聴ができるシリアルナンバーを封入（通常盤初回仕様には26Pのフォトブックも付属）[22]。
- CDショップ/ECサイトCD購入者限定特典[22]。
  - 初回盤A：A5サイズクリアファイル（A）
  - 初回盤B：A5サイズクリアファイル（B）
  - 通常盤：A4サイズステッカーシート

## 収録内容

### CD

#### 通常盤・初回盤A
※「YumYumYum 〜SpicyGirl〜」以降、通常盤のみ収録。
1. HELLO HELLO [4:26]
作詞：katsuki.CF
作曲：Ryosuke Saito / katsuki.CF / TARO MIZOTE
編曲：TARO MIZOTE / Ryosuke Saito
  - ラウール主演 映画『ハニーレモンソーダ』主題歌[10]
2. 縁 -YUÁN- [4:57]
作詞：田中秀典
作曲：千佐真里奈
編曲：PRIMAGIC
  - 佐久間大介・三森すずこW主演 アニメ映画『白蛇：縁起』主題歌[19]。

演奏には中国楽器である二胡が取り入れられ、歌詞の一部には中国語が使用されている[23]。
3. YumYumYum 〜SpicyGirl〜 [3:46]
作詞：栗原暁
作曲：Didrik Thott / 原田峻輔
編曲：原田峻輔
  - ラウール・渡辺翔太出演 モスバーガー「スパイスサマー」篇 CMソング[24]
4. Hip bounce!! [3:54]
作詞：栗原暁
作曲：Albin Nordqvist / Takuya Harada
編曲：Albin Nordqvist
  - YouTubeではレコーディングバージョンの映像が公開された[25]。
5. HELLO HELLO (Instrumental)
6. 縁 -YUÁN- (Instrumental)
7. YumYumYum 〜SpicyGirl〜 (Instrumental)
8. Hip bounce!! (Instrumental)
9. HELLO My Honey ~Voice Drama~

#### 初回盤B
1. HELLO HELLO
2. YumYumYum 〜SpicyGirl〜

### DVD

#### 初回盤A
1. 「HELLO HELLO」Music Video
2. 「縁 -YUÁN-」Music Video
3. Behind The Scenes

#### 初回盤B
1. 「HELLO HELLO」マルチアングル映像
2. 「YumYumYum 〜SpicyGirl〜」Dance Video
  - 岩本が振付を担当[26]。
3. 撮り下ろし特典映像 「クイズプレゼンバトル！Judge the Truth」

## チャート成績
2021年7月20日に発表された、2021年7月26日付オリコン週間シングルランキングで初週80.6万枚を売り上げ、1位を獲得した。1位獲得は2ndシングル『KISSIN'MY LIPS/Stories』から3作連続通算3作目。また、初週売上の80.6万枚は、前作『Grandeur』の80.2万枚を上回り、2021年度最高売上を自己更新した。さらに3作連続初週売上50万枚超えも記録。男性アーティストの3作連続初週売上50万枚超えは、2010年11月22日付の嵐の『果てない空』以来10年8ヵ月ぶり、週間シングルランキング史上6組目、令和では初の達成となった。